# Анджей Джандев
Анджей Веселинов Джандев е български политик и инженер от ДПС. Народен представител от Движението за права и свободи в XLVIII народно събрание, XLIX народно събрание и 50-то Народно събрание на Република България.

## Биография
Анджей Джандев е роден на 3 октомври 1996 г. в село Старцево, Златоградско. Завършва в Технически университет – София. Работи като експерт – търговия с електрическа енергия, диспечиране и изготвяне на търговски графици, прогнозиране и планиране на търговско портфолио към борсовите пазари.